# Marsalforn
Marsalforn est un village situé sur l'île de Gozo à Malte. Il fait partie de la commune d'Iż-Żebbuġ.
Sa plage sableuse en a fait un des sites touristiques les plus renommés de Gozo et son port jouait autrefois un rôle important.